# هوئوکا کینوشیتا
هوئوکا کینوشیتا (انگلیسی: Houka Kinoshita؛ زادهٔ ۲۴ ژانویهٔ ۱۹۶۴) هنرپیشه اهل ژاپن است.